# Georges Gontcharoff
Georges Gontcharoff, né le 12 avril 1929 à Paris, est un responsable politique et associatif français, acteur des politiques de décentralisation.

## Biographie
Fils d'un russe immigré en France après la première Guerre mondiale, exerçant comme comptable en région parisienne, Georges Gontcharoff fréquente dans sa jeunesse les milieux catholiques progressistes, notamment Georges Montaron et l'équipe de Témoignage chrétien, Jean Verlhac et Jacques Chatagner, mais aussi le Père Yves Congar. A Colombes, où il travaille après son passage à l'école normale entre 1945 et 1948, il fréquente des militants du Mouvement de libération du peuple, et notamment Roger Beaunez, qui va le faire participer à la création de l'association pour la démocratie et l'éducation sociale et locale (ADELS), en 1959.
Sa lecture de France Observateur le conduit à prendre contact avec Claude Bourdet, qui le dirige vers le mouvement Jeune République auquel il adhère en 1954. Il travaille alors avec Jacques Nantet à la rédaction du journal du parti, s'initiant alors au fonctionnement chaotique d'un petit bulletin politique.
Dans les années 1950, il suit le parcours de ce courant « catholique de gauche », qui le mène à la nouvelle gauche, puis à l'Union de la gauche socialiste et enfin au Parti socialiste unifié.
Au sein du PSU, il est essentiellement proche des responsables qui appartiennent au même courant d'idées : Henri Longeot, Georges Tamburini, mais est très apprécié d'Édouard Depreux, avec qui il noue des liens d'amitié, et collabore souvent avec Gilles Martinet.
Dans les premiers temps du PSU, il est à plusieurs reprises chargé, avec Pierre Bérégovoy, d'intervenir dans des fédérations de province pour faciliter le rapprochement entre militants de culture politique assez différentes, notamment les catholiques d'une part et les « ultra-laïques » venus de l'aile gauche de la SFIO d'autre part. 
Secrétaire, à partir de 1961, de la fédération « Seine-banlieue » du parti, il la développe essentiellement à partir des milieux proches de l'action catholique ouvrière. En 1963, il entre au comité politique national du parti, et, en 1967, au bureau national alors largement renouvelé.
Il travaille alors, en lien avec Jean-Marie Vincent, à l'animation de la commission « cadre de vie et luttes urbaines » du parti et coordonne la campagne municipale du PSU de 1971. À la même période, il fait partie de l'équipe dirigeante des Groupes d'action municipale.
Il quitte cependant le parti, dont il désapprouve la ligne qu'il juge trop gauchiste. Il se consacre à son activité associative, et notamment avec Paul Houée, développe le « mouvement des pays », d'inspiration régionaliste et décentralisatrice. Actif au sein du Club « Habitat et vie sociale », et participe au groupe interministériel sur le même sujet qui est créé en 1977.
Après la victoire de la gauche, en 1981, il entre au cabinet du ministre de la solidarité nationale, d'abord occupé par Nicole Questiaux, puis par Pierre Bérégovoy. Il travaille d'abord à la mise en place d'une politique de développement social des quartiers, puis est notamment chargé de travailler sur la décentralisation de l'action sanitaire et sociale, et notamment la création des centres communaux d'action sociale.
Avec le soutien du gouvernement et notamment de Michel Rocard, il est un des principaux artisans des États généraux des pays qui se tiennent à Mâcon en 1982. Il prend alors le secrétariat général de  l'association nationale pour le développement local et les pays (ANDLP) qui est fondée à cette occasion. 
À partir du milieu des années 1980, il s'investit dans la promotion de la décentralisation, publie de nombreux ouvrages à ce sujet, et intervient dans diverses formations, y compris à l'ENA.
En 1992, l'ANDLP fusionne avec la fédération des pays de France pour créer l'Union nationale des acteurs et des structures du développement local, dont Gontcharoff est le secrétaire national jusqu'en 1997.

## Sources
- Notice biographique sur le site Tribune socialiste, par Bernard Ravenel